# Французький бульвар (торгова марка)
«Французький бульвар» — назва торгової марки українських тихих, ігристих вин та коньяків, що належить Приватному акціонерному товариству «Одесавинпром», розташованому в м Одесі, на Французькому бульварі, 10, тісно пов'язане з історією міста і характером формування виноробної галузі в зоні степового Північного Причорномор'я.

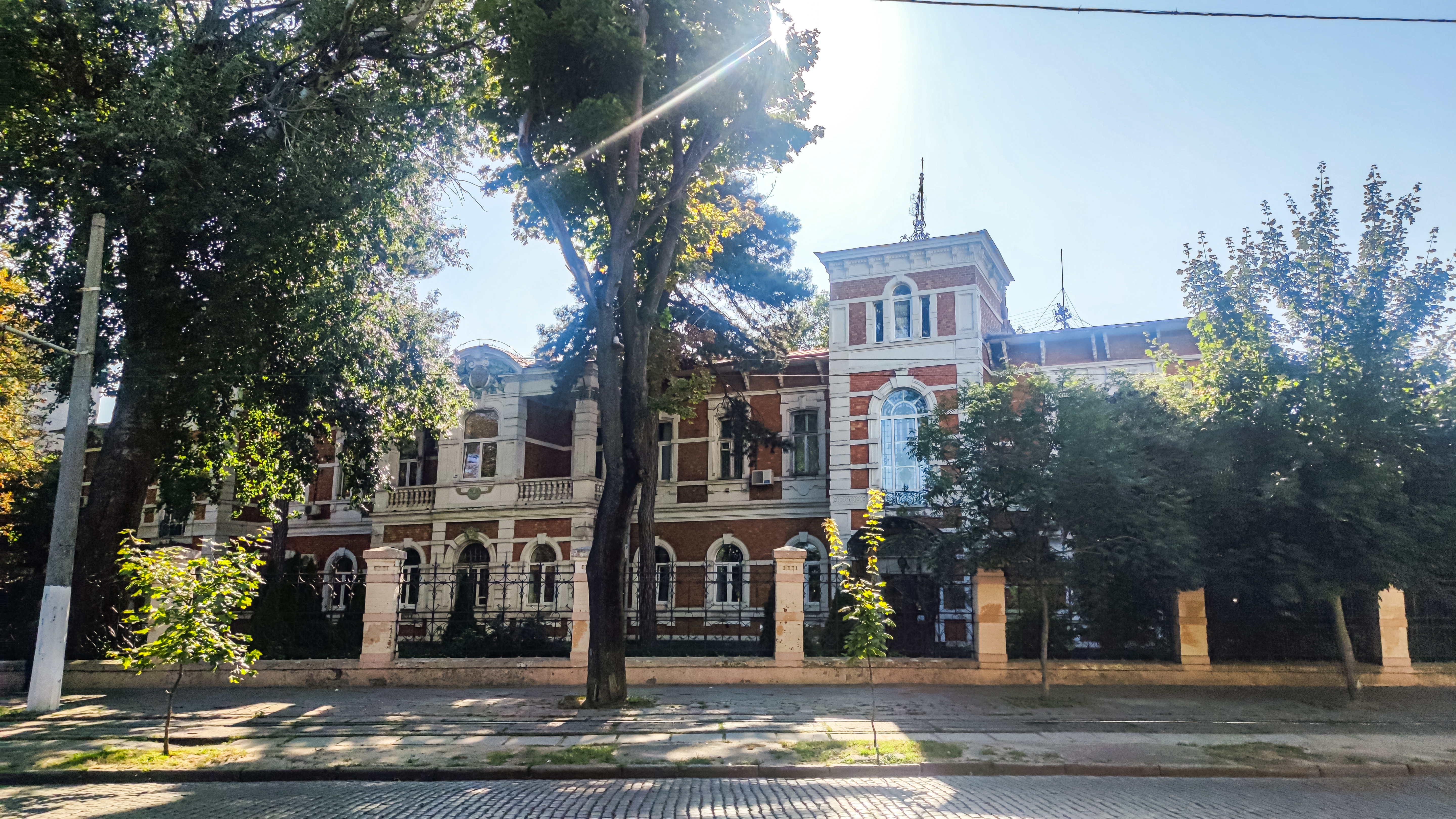
Склади удільного відомства, Одеса, бул. Французький, 10 (6)

## Історія

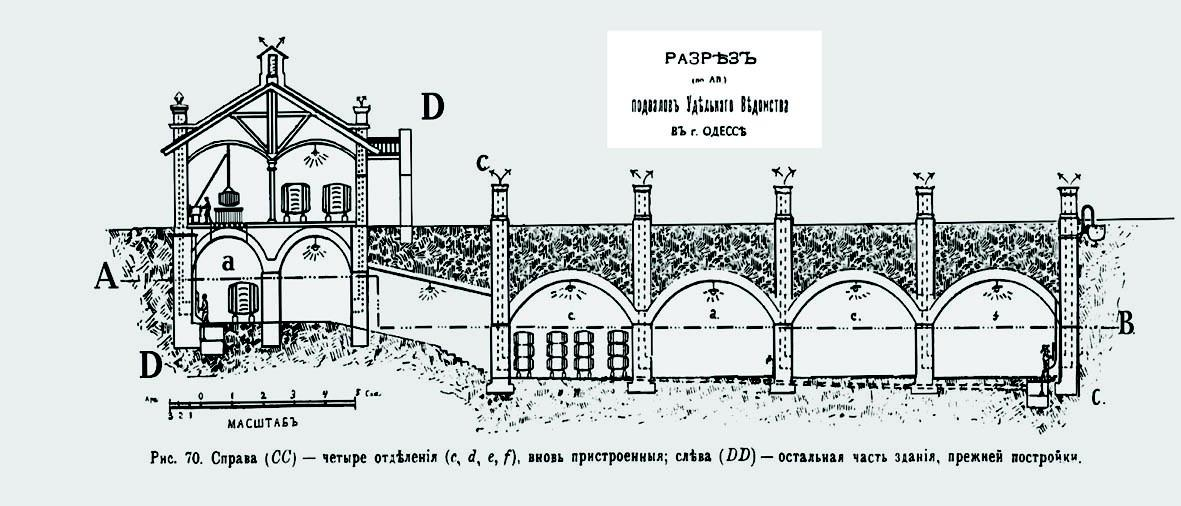
Креслення винних підвалів Франсуа Нуво на момент покупки підприємства департаментом Удільного виноробства. Опублікований в журналі «Вісник Виноробства», які видавалися Василем Таїровим в 1911 році.

До 1902 року вулиця на якій розташована винарня називалася Малофонтанською дорогою. В 1857 році у старих катакомбах, що виходять до моря, бельгійський консул, професор медицини Віктор Енно і французький купець Франсуа Нуво, який володів винною крамницею на вул. Дерибасівській, відкрили підвал для виробництва і зберігання вин. Пізніше Енно відійшов від справ, і протягом багатьох років підприємство було відомо одеситам, як підвал Нуво.

### Центральний склад Удільного відомства
У 1889 році підвал, разом з обладнанням і винами, у фірми «Нуво і Фук» викупило Питомий виноробство Двору російського імператора Олександра III. Операція здійснювалася за участю князя Л. С. Голіцина, який пізніше зайняв пост глави Питомого виноробства. Характер і предмет покупки описаний вченим А. Е. Саломоном в журналі «Вісник виноробства», що видавався В. Е. Таїровим. «Купівля, ремонт та прибудова чотирьох нових прольотів, вироблена архітектором Токарева, — писав Саломон, — обійшлися в 222 тисячі рублів».
Підприємство отримало назву «Центральний склад Удільного відомства», який мав площею в 1,5 десятин (1,65 га) для витримки вин. Тут працювало 30 робітників під керівництвом 4-х кавистів (майстрів погребів), головним з яких був бордосець Жюль Реймон. Завідувачем масштабного підприємства, з річним обсягом виробництва вин більш 100000 відер, був інспектор Уділів Е. Ю. Ватель.
Удільне виноробство сприяло не тільки розвитку виноробства в краї, а й появі на картах Одеси Французького бульвару, як центральної вулиці курортного району.

### ПрАТ «Одесавинпром»
У період з 1900 по 1902 рік проводилося розширення Малофонтанської дороги, і Удільне виноробство відмовилося від частини своєї території на користь міської громади. Тривалі переговори по врегулюванню земельних суперечки вів камергер Найвищого Двору В. Н. Мартинов. В результаті Удільне відомство втратило прямий вихід в Удільний провулок (який існує по сьогоднішній час) і був змушений засипати підземний вихід з підвалів до берега моря. В цей же час Уділи замовили відомому архітектору Л. Л. Влодеку, автору Одеського пассажу, проект нової будівлі заводоуправління. Воно розмістилося на початку нового Французького бульвару, поруч з дачею вдови італійського комерсанта Марка Молінарі. Згодом обидва ці будівлі були націоналізовані і передані до складу «Укрвинделправління» — адміністративного органу з правами міністерства, який керував виноробної галуззю Української РСР в 20-і роки. Нині збереглися фрагменти стіни дачі Молінарі, що примикає до будівлі винного бутіка торгової марки «Французький бульвар». У будинку, побудованому архітектором Влодеком, розташовується офіс ПрАТ «Одесавинпром», а в підвалах Нуво, реставрованих Токаревим, цехи для виробництва шампанських вин цієї торгової марки.
Удільні вина з центрального Одеського підвалу були добре відомі в кінці XIX—початку XX ст. і користувалися популярністю в різних громадських групах. У спогадах Валентина Катаєва про життя Івана Буніна в Одесі є підтвердження особливих переваг удільних вин: 

 "Якщо ж за столом було вино, куплене в складчину, то Бунін забирав у повне своє розпорядження одну пляшку червоного питомої, а решта — як хочуть. Мене ж, як наймолодшого, він призначав головою столу і виночерпієм, так що я, перш ніж, наприклад, подружитися з Олексієм Толстим, налив йому не один стакан вина ".

### Перший експериментальний винзавод
У період з 1892 по 1898 рр., Удільне виноробство очолював князь Л. С. Голіцин, який комплектували персонал винних заводів Двору переважно французькими, іноді іспанськими фахівцями, і встановлював жорсткі технологічні правила виготовлення вин. Часто вони перевершували за якістю вина з іноземними етикетками, оскільки в Російській імперії підробляють близько половини всієї продукції, що ввозиться в країну алкогольної продукції.
У 20-х роках минулого століття підвали на Французькому бульварі використовують підприємці епохи нової економічної політики. Часто на етикетках вироблених ними вин згадуються «колишні Уділи», що було поширеною практикою того часу. На початку 1930-х років за розпорядженням Главвино СРСР, на бульварі, перейменованому в Пролетарський, створюється Перший експериментальний винзавод. Протягом декількох десятиліть він грає роль центру технологічних експериментів і новацій для всієї виноробної галузі Української РСР.
Тут працювали і проводили досліди великі вчені, розробники радянських технологій виготовлення різних типів вин. Серед них А. А. Кипен, який керував «Винделправлінням» в кінці 20-х років, А. І. Погибко, який читав лекції з виноробства в Одеському університеті.

### Винно-шампанський завод дирекції садівництва і виноградарства Одеського губернаторства
У роки румунської окупації адміністрація Трансністрії повернула вулиці назву Французький бульвар і створила тут «Винно-шампанський завод дирекції садівництва і виноградарства Одеського губернаторства». Завод випускав великий асортимент вин. Підприємство воєнного часу було настільки успішним і значним, що його відвідав кондукетор Румунії маршал Іон Антонеску.

### «Одеський винзавод №1 Укрглаввино»
В 1944 році, після звільнення Одеси від румунських і німецько-фашистських військ, почався новий етап життя підприємства на Пролетарському бульварі. Вулиці знову повернули радянську назву. ОЕВЗ (Одеський експериментальний винзавод) продовжив займати підвали і цехи, а заводоуправління стало конторою нового адміністративного утворення Радянської епохи — «Чорноморсовхозвинтреста» Одеського Раднаргоспу. Трест та завод часто перейменовували. Він носив назви «Одеський винзавод № 1 Укрглаввино», «ОВЗ Управління виноробної промисловості Одеського Совнархоза», «ОВЗ Одесавинтреста» та ін. В 1965 році керівником тресту призначений Рубен Вартанович Гулієв, який залишається його незмінним лідером протягом 45 років.
До 1985 року у підприємство перетворюється на найбільше виробничо-аграрне об'єднання, де працює 20 тисяч осіб. Площа виноградників складає 13348 га, обсяг валової продукції перевищує 335,1 млн карб. на рік або більше 400 млн доларів США за курсом того часу. Об'єднання випускає створені на його підприємствах винні бренди: столові марочні вина «Наддніпрянське», «Ркацителі одеське», «Леанка українська», «Оксамит України», «Шабське біле», десертні марочні і ординарні вина, а так само ігристі вина, шампанське і коньяк. Тут стимулюють створення нових марок вин, ведуть навчання кадрів, використовують виробничу базу для наукових розробок. Видатні радянські вчені-винороби А. А. Преображенський, А. А. Мержаніан, С. А. Брусилівський не раз бували на підприємстві і проводили в його стінах випробування нових акратофорів, колонок для виробництва хересу, ліній розливу та іншого обладнання і технологій.

## Торгова марка «Французький Бульвар»
В 1991 році, після розпаду СРСР, галузевий трест припинив своє існування. Вхідні в нього виноробні заводи, в тому числі і ОЕВЗ, отримали самостійність. Завод змінив форму власності і став акціонерним товариством закритого типу. У складних економічних умовах, якими характеризувався період становлення України, як незалежної держави, підприємству вдалося зберегти кадри і виробництво в робочому стані. Бульвару знову повернуто назву Французький, і ЗАТ «Одесавинпром» стало одним з підприємств Одеської області, які швидко розвиваються. З 1997 року продукція компанії випускається під торговою маркою «Французький Бульвар». В той самий час закладаються сотні гектарів нових виноградників, проводиться модернізація всіх технологічних циклів. В 2007 році компанія реалізує масштабний проект будівництва нового виноробного комплексу в селі Розівка Саратського району Одеської області з обсягом інвестицій понад 10 млн євро.